# Il latitante (film 2003)

Il latitante è un film poliziesco italiano del 2003 scritto e diretto da Ninì Grassia, autore anche della colonna sonora.
È l'ultimo di una serie di almeno sette film del regista ambientati a Napoli e dintorni, che chiuse la sua ventennale carriera, iniziata nel 1980.

## Trama
Il giovane operaio Nicola Di Falco, per procurarsi i soldi per curare il padre malato, è costretto a rivolgersi al boss camorrista Don Antonio Cantalamessa offrendogli la sua collaborazione ai loschi affari del boss napoletano.
Durante uno scontro a fuoco tra la polizia e i camorristi un poliziotto viene ucciso, e proprio il protagonista viene accusato dall'ispettore di polizia Francesco Sarnataro, che è anche lo zio del ragazzo ammazzato, di essere l'autore materiale dell'omicidio. Il poliziotto per vendicarsi giura a sua volta di voler uccidere Di Falco.
A questo punto Di Falco, aiutato da alcuni boss della malavita, abbandona la moglie e i figli e si allontana da Napoli. Diventato così un latitante si nasconde prima a Palermo, e poi successivamente, braccato dall'ispettore, si trova costretto a spostarsi a Reggio Calabria ed infine a Roma. Il desiderio di tornare a casa però ha il sopravvento e così ritorna a Napoli.
Egli vorrebbe fuggire a Casablanca con la moglie, ma verrà tradito proprio da Cantalamessa. Dopo una sparatoria tra poliziotti e camorristi, Di Falco rimarrà ucciso proprio nello scontro a fuoco per mano dal commissario Criscimano, capo della Mobile e di Sarnataro.

## Riprese
Il film è ambientato a Napoli e principalmente in altre località del sud Italia. Le riprese si sono tenute a Napoli, Palermo, Praia a Mare, Roma, all'ospedale Moscati di Aversa e nell'acquapark Ditellandia a Mondragone (scena dello scontro finale tra Di Falco e Sarnataro in un magazzino abbandonato). Le riprese iniziarono a novembre 2002 e durarono tre settimane.

## Produzione
Da segnalare varie scene d'azione, con impiego di controfigure: gli stuntman sono coordinati da Ottaviano Dell'Acqua. Alla produzione (casting ed organizzazione) del film collabora Michele Lunella.

## Colonna sonora
- Nu Latitante (Tommy Riccio)